# Aleksandr Glazoenov
Aleksandr Konstantinovitsj Glazoenov (Russisch: Александр Константинович Глазунов) (Sint-Petersburg, 10 augustus 1865 - Parijs, 21 maart 1936) was een Russisch componist, dirigent en pianist.

## Levensloop
Afkomstig uit een welgestelde uitgeversfamilie uit Sint-Petersburg, kon de hoogbegaafde en financieel onafhankelijke Aleksandr Glazoenov zich al heel vroeg aan zijn hogere roeping, de compositie, wijden en zich ook al spoedig in nationale en internationale waardering en achting verheugen. Eerste compositiepogingen deed hij al op 11-jarige leeftijd. Hij had eerst les bij N. Jelenkovski; in 1879 werd hij bekend met Mili Balakirev, die hem bij Nikolaj Rimski-Korsakov als privéleerling aanbeval. Na twee jaar onderwijs begon hij aan het componeren van zijn eerste symfonie. In hetzelfde jaar (1882) voltooide hij zijn eerste strijkkwartet, dat evenals de symfonie al spoedig erkenning vond. In 1884 ontmoette hij voor de eerste keer Pjotr Iljitsj Tsjaikovski, met wie hij spoedig goed bevriend werd.
Glazoenov woonde heel lang bij zijn moeder in die op hem paste als een waakhond. Hij was toen al dik over de veertig. Ze deelden samen een appartement met twee kamers. Het is dan ook niet vreemd dat Glazoenov zijn heil vaak zocht in de alcohol. Het is waarschijnlijk ook de reden dat na 1906 Glazoenov weinig nog geschreven heeft. 
Zijn buitengewone muzikale geheugen stelde hem in staat om samen met Rimski-Korsakov in 1887 enkele onvoltooide werken van Alexander Borodin af te ronden, na diens dood. Hij schreef de ouverture tot Prins Igor vanuit het geheugen op. Daarnaast completeerde hij ook het derde bedrijf van de opera en maakte de orkestratie van de derde symfonie van Borodin.
Hij maakte ook kennis met een groot muziek- en cultuursponsor, Mitrofan Petrovitsj Beljajev, die hem in de volgende jaren financieel steunde.
Zijn debuut als dirigent vond plaats in oktober 1887. Als dirigent kwam hij meer in het westelijke buitenland en zo kon hij naast zijn eigen muziek ook die van zijn Russische collega's aan een groot publiek bekendmaken, onder meer bij de Russische concerten tijdens de wereldtentoonstelling van 1889 in Parijs.
In 1899 werd hij professor voor instrumentatie en contrapunt aan het conservatorium van Sint-Petersburg. Ook na de oktoberrevolutie bleef hij op deze positie. In 1928 kon hij als Jurylid van de Franz Schubert-compositiewedstrijd naar Wenen reizen, en vestigde zich datzelfde jaar met zijn vrouw Olga en zijn stiefdochter Elena, die ook zijn twee concerten geregeld uitvoerde, in Parijs. 
Als een van de weinige klassieke componisten schreef hij een aantal werken voor de saxofoon.
Aleksandr Glazoenov overleed op 70-jarige leeftijd in Parijs, totaal uitgeput.

## Pianist
Sjostakovitsj herinnert zich dat Glazoenov geen geweldige pianotechniek had en dat hij altijd speelde met tussen zijn derde en vierde vinger een sigaar geklemd en toch geen enkele noot miste. Hij was dus niet zo’n virtuoos als Rachmaninoff of Medtner. De manier waarop Glazoenov voor piano schreef was orkestraal. De pianist en pianopedagoog Heinrich Neuhaus schreef dat als je de pianoconcerten van Glazoenov wil spelen je over drie handen moet beschikken; een voor de octaven in de bas en twee om alle noten in de discant te kunnen spelen. Het enige stuk van Glazoenov dat nog wel eens gebruikt wordt als studiemateriaal voor piano is de Trois Etudes, op.31; zijn beide pianoconcerten worden nooit meer gespeeld. 

## Stijl
Glazoenov komt de verdienste toe, dat hij in zijn werken een synthese bewerkte tussen de stromingen van de muziek van Het Machtige Hoopje (Modest Moessorgski, Alexander Borodin, César Cui, Nikolaj Rimski-Korsakov en Mili Balakirev), dat een nationaal-Russisch, aan het idioom van de folklore georiënteerd compositie-ideaal nastreefde, en de daartegenoverstaande, meer westelijk georiënteerde stroming met Pjotr Iljitsj Tsjaikovski aan de spits. Hij was een briljant orkestrator, een begaafd kunstenaar in het gebruik van het contrapunt en een meester van de vormgeving. Zijn muziek bezit een zeer positieve grondstemming en een zucht naar pathos en heroïsche gestiek.

## Composities

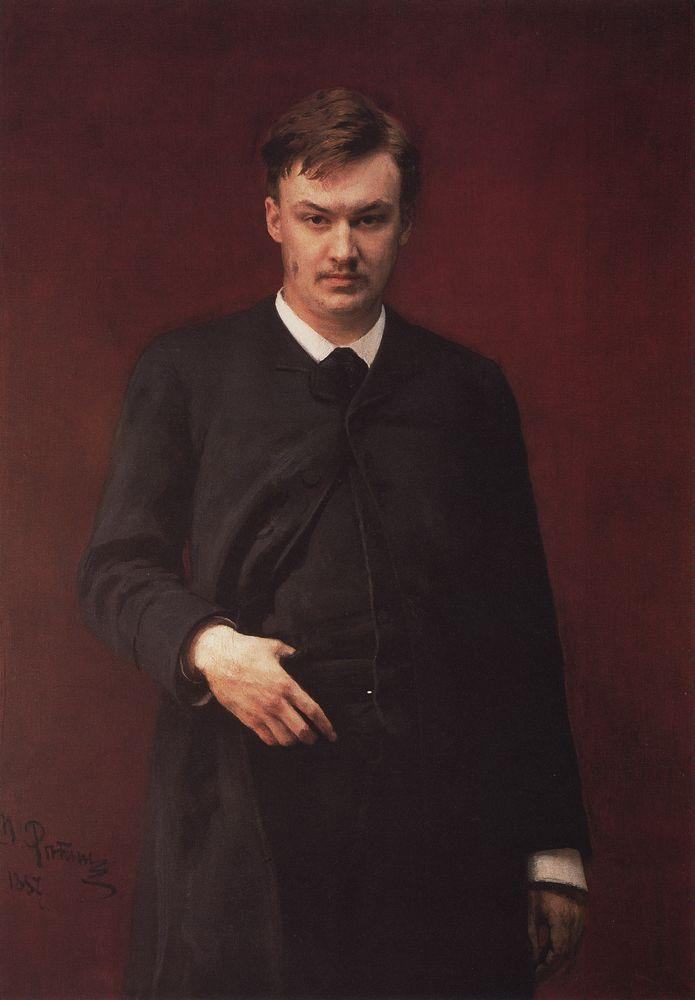
Glazoenov, olieverfportret door Ilya Repin

### Werken voor orkest
- 1880-1882 Symfonie No. 1 in E-groot "Slavische symfonie" voor orkest, op. 5
  1. Allegro
  2. Scherzo: Allegro
  3. Adagio
  4. Finale: Allegro
- 1881-1884 Ouverture No. 1 in g-klein "Over drie Griekse thema's" voor orkest, op. 3
- 1881-1885 Ouverture No. 2 in D-groot "Over drie Griekse thema's" voor orkest, op. 6
- 1881-1887 Suite caractéristique voor orkest, op. 9
  1. Introduction
  2. Danse rustique
  3. Intermezzo scherzando
  4. Carneval
  5. Pastorale
  6. Danse orientale
  7. Elegie
  8. Cortege
- 1882 Serenade No. 1 in A-groot voor orkest, opus 7
- 1884 Serenade No. 2 in F-groot voor klein orkest, op. 11
- 1884 Idyll voor hoorn en strijkorkest
- 1884 Serenade No. 2 voor hoorn en strijkorkest
- 1884-1887 Poème Lyrique in Des-groot voor orkest, op. 12
- 1885 Ter gedachtenis aan een held elegie voor orkest, op. 8
- 1885 Stenka Rasin in b-klein symfonisch gedicht, op.13
- 1886-1887 Twee stukken voor orkest op. 14 
  1. Idylle - andante
  2. Rêverie oriëntale - adagio
- 1886 Symfonie No. 2 fis-klein "Ter nagedachtenis aan "Franz Liszt" voor orkest, op. 16
  1. Andante maestoso: Allegro
  2. Andante
  3. Scherzo: Allegro vivace
  4. Intrada: Andante sostenuto
- 1888 Mazurka G-groot op. 18
- 1887 De woud cis-klein fantasie voor orkest, op. 19
- 1887-1888 Twee stukken voor cello en orkest, op. 20
- 1888 Une fete slave G-groot symfonische schetsen naar het finale uit het 3e strijkkwartet voor orkest, op. 26a
- 1889 Bruiloftmars Es-groot voor orkest, op. 21
- 1889 Het meer E-groot fantasie voor orkest, op. 28
- 1889 Orientalische Rhapsodie G-groot, voor orkest, op. 29
- 1889 Mars van de duivels Bes-groot
- 1890 Het Kremlin symfonische schilderij in drie delen voor orkest, op.30
  1. Popular Festival
  2. In the Cloister
  3. The Entrance and the Coronation of the Prince
- 1890 Symfonie No. 3 D-groot op. 33
  1. Allegro
  2. Scherzo (Vivace)
  3. Andante
  4. Finale (Allegro moderato)
- 1891 Meditation voor viool en orkest, op. 32
- 1891 De lente D-groot symfonische schilderij voor orkest, op. 34
- 1892 Carneval F-groot ouverture voor groot orkest en orgel, op. 45
- 1893 Chopiniana - Suite naar pianostukken van Frédéric Chopin voor orkest, op. 46
  1. Polonaise
  2. Nocturne
  3. Mazurka
  4. Tarantelle
- 1893 Symfonie No. 4 Es-groot voor orkest, op.48
  1. Andante - Allegro moderato - Andante
  2. Scherzo: Allegro vivace
  3. Andante - Allegro
- 1894 Cortège solennel D-groot op. 50
- 1894 Concertwals no. 2 F-groot op. 51
- 1894 Ballettscènes A-groot suite voor orkest, op.52
  1. Preambule
  2. Marionnettes
  3. Mazurka
  4. Scherzino
  5. Pas d'action
  6. Danse Orientale
  7. Valse
  8. Polonaise
- 1894 Fantasie - "Van de duisternis tot het licht" voor orkest, op. 53
- 1895 Orientalische suite voor orkest
- 1895 Symfonie No. 5 Bes-groot voor orkest, op. 55
  1. Moderato maestoso - Allegro
  2. Scherzo. Moderato
  3. Andante
  4. Allegro maestoso
- 1896 Symfonie No. 6 c-klein voor orkest, op. 58
  1. Adagio - Allegro passionato
  2. Tema con variazioni
  3. Intermezzo. Allegretto
  4. Finale. Andante maestoso - Moderato maestoso
- 1898 Suite uit het ballet "Raymonda" op.57a
- 1900 Chant du Ménestrel voor cello en orkest, op. 71
- 1900 Ouverture solennelle voor orkest, op. 73
- 1901 Variaties over een Russisch thema in samenwerking met Anatoli Ljadov, Nikolaj Rimski-Korsakov, Jāzeps Vītols e.a.
  1. Thema
  2. Variatie I
  3. Variatie II
  4. Variatie III
  5. Variatie IV
  6. Variatie V
  7. Variatie VI
- 1901 Mars op een Russisch Thema Es-groot voor orkest, op. 76
- 1902-1903 Symfonie No. 7 F-groot - "Pastorale" op. 77
  1. Allegro moderato
  2. Andante
  3. Scherzo
  4. Finale. Allegro maestoso
- 1902 Ballade F-groot voor orkest, op. 78
- 1902 Uit de middeleeuwen E-groot suite voor orkest, op. 79
  1. Prelude
  2. Scherzo
  3. The Troubador's Serenade
  4. Finale: the Crusaders
- 1904 Concert a-klein voor viool en orkest, op. 82
  1. Moderato
  2. Andante sostenuto
  3. Tempo I
  4. Allegro
- 1904-1910 Symfonie No. 9 (unvoltooid - Fragment in een beweging)
- 1905-1906 Symfonie No. 8 Es-groot voor orkest, op. 83
  1. Allegro moderato
  2. Mesto
  3. Allegro
  4. Finale: Moderato sostenuto - Allegro moderato
- 1906 Twee Preludes voor orkest, op. 85
- 1908 Het lied van het noodlot d-klein dramatische ouverture voor orkest, op. 84
- 1909 Tot de nagedachtenis van Nikolaj Gogol C-groot symfonische proloog voor orkest, op. 87
- 1909 Finse Fantasie C-groot voor orkest, op. 88
- 1910 Cortège solennel Bes-groot voor orkest, op. 91
- 1910-1911 Concert No. 1 f-klein voor piano en orkest, op. 92
  1. Allegro moderato
  2. Thema met variaties
- 1912 Finse schetsen E-groot voor orkest, op. 89
- 1914-1915 Parafrase op de hymne van de geallieerden voor orkest, op. 96
- 1916 Karelische Legende a-klein voor orkest, op. 99
- 1917 Concert No. 2 B-groot voor piano en orkest, op. 100
- 1917 Mazurka Oberek D-groot voor viool en orkest, op. 104
- 1918 Lied van de Wolgaschippers voor orkest, op. 97
- 1931 Concerto ballata C-groot voor cello en orkest, op. 108
- 1933-1934 Poème Epique
- 1934 Concert Es-groot voor altsaxofoon en strijkorkest, op. 109

### Werken voor harmonieorkest
- 1890 Fanfares voor het 25e componisten-jubileum van Nikolaj Rimski-Korsakov in samenwerking met Anatoli Ljadov
- 1893 Concertwals No. 1 D-groot, op. 47 (ook voor orkest)

### Cantates
- 1896 Cantate ter gelegenheid van de feestelijkheden rondom de kroning van Nicolaas II in mei 1896 voor solisten, koor en orkest op. 56
- 1898 Feestelijke cantate tot het 100-jarig jubileum van het Pavlov-instituut* 1898 voor solisten, vrouwenkoor en twee piano's achthandig, op. 63
- 1899 Cantate op Poesjkin voor solisten, koor en orkest, op. 65
- 1902 Cantate in herinnering aan M. Autokolski naar Marschak in samenwerking met Anatoli Ljadov
- 1912 Cantate ter gelegenheid van het vijftigjarig jubileum van het conservatorium in Sint-Petersburg voor koor en orkest

### Muziektheater

#### Balletten
| Voltooid in | titel | aktes                         | première                                                       | libretto     | choreografie  |
| ----------- | --- | ----------------------------- | -------------------------------------------------------------- | ------------ | ------------- |
| 1896-1897   | Rajmonda, op. 57 | 3 bedrijven                   | 7 januari 1898, Sint-Petersburg, Mariinskitheater              | L. Paschkowa | Marius Petipa |
| 1898        | Les ruses d'amour (ook bekend als: The Trial of Damis of Madame Soubrette), op. 61 | 1 akte                        | 1900, Sint Petersburg                                          |              | Marius Petipa |
| 1900        | De jaargetijden, op. 67 - 1. L'Hiver. Introduction 1. ler Tableau 1. Variation I 'Le Givre' 2. Variation II 'La Glace' 3. Variation III 'La Grele' 4. Variation IV 'La Neige' 2. 2me Tableau. Le Printemps 3. 3me Tableau. L'Ete 1. Valse des Bluets et des Pavots 2. Barcarolle 3. Variation 4. Coda 4. 4me Tableau. L'Automne 1. Petit Adagio 2. Allegro 5. apotheose | 1 akte, 4 scènes en apotheose | 20 februari 1900, Sint Petersburg, Keizerlijk Hermitagetheater |              | Marius Petipa |
| 1908        | Introductie en dans van Salomé tot het drama van Oscar Wilde, op. 90 |                               | 1908                                                           |              |               |

#### Toneelmuziek
- 1913 De Koning der jooden, muziek tot het drama van K. K. Romanov, op. 95
  1. Introduction and Chorus
    1. Song of the Disciples of Jesus

  2. Entr'acte to Act II
    1. Trumpets of the Levites

  3. Act II - Conclusion
  4. Entr'acte to Act III, Scène 1
  5. Entr'acte to Act III, Scène 2
    1. Syrian Dance

  6. Entr'acte to Act IV
    1. Shepherd's Musette
    2. Psalm of the Believers
- 1912-1913 Masquerade, theatermuziek naar een stuk van Michail Joerjevitsj Lermontov

### Werken voor koor
- 1892 Triomfmars voor groot orkest en koor (ad. lib.), op. 40 gecomponeerd voor de wereldtentoonstelling van 1893 in Chicago
- 1889 Hymne op Poesjkin voor vrouwenkoor en piano, op. 66
- 1905 Lied van de Wolgaschippers voor koor en orkest, op. 97
- 1906 De deputeerde van het Russisch volk liedhymne voor koor en piano (of orkest) naar Sokolov
- 1907 Liefde naar Sjoekovski voor gemengd koor a capella, op. 94
- 1914 Tot nagedachtenis aan M. D. Skobelev voor koor en orkest

### Vocale muziek met orkest of instrumenten
- 1882-1885 Vijf Romances, op. 4
- 1883 Optocht tot de eer van V. V. Stasov voor zang en piano op een eigen tekst
- 1890 De mooije romance naar Aleksandr Sergejevitsj Poesjkin
- 1900 Chant sans bornes voor sopraan, alt en piano, op. 80
- Chanson Bachique op. 27 No. 1
- Lied voor hoge stem en orkest, op. 60 Nr.1

### Kamermuziek
- 1881-1882 Strijkkwartet No. 1 in D-groot, op. 1
- 1883-1884 Strijkkwartet No. 2 in F-groot opus 10
- 1886 Vijf noveletten voor strijkkwartet, op. 15
- 1886-1888 Strijkkwartet No. 3 in G-groot "Quator Slave" op. 26
- 1887-1888 Strijkkwartet op de naam B-LA-F Bes-groot in samenwerking met Nikolaj Rimski-Korsakov, Anatoli Ljadov en Alexander Borodin
- 1887-1891 Suite C-groot voor strijkkwartet, op. 35
- 1888 Praeludium en twee marzurkas voor piano, op. 25
- 1890 Träumerei (dromerij) Des-groot voor hoorn en piano, op. 24
- 1891-1892 Strijkkwintet A-groot op. 39
- 1892 In modo religioso kwartet voor trompet, hoorn en twee trombones, op. 38
- 1893 Elegie voor altviool en piano, op. 44
- 1894 Strijkkwartet No. 4 a-klein op. 64
- 1898 Strijkkwartet No. 5 d-klein op. 70
- 1899 Albumblatt Des-groot voor trompet en piano
- 1920-1921 Strijkkwartet No. 6 Bes-groot op. 106
- 1930 Strijkkwartet No. 7 C-groot op. 107
- 1932 Kwartet Bes-groot voor vier saxofoons, op. 109

### Werken voor orgel
- 1906-1907 Praeludium en fuga No. 1 D-groot op. 93
- 1914 Praeludium en fuga Nr. 2 d-klein op. 98
- 1934-1935 Fantasie g-klein op. 110

### Werken voor piano
- 1883 Suite op het thema S-A-S-C-H-A voor piano, op. 2
  1. Allegro energico
  2. Prelude: Allegro moderato
  3. Scherzo: Allegretto
  4. Nocturne: Andante amoroso
  5. Valse: Allegro
- 1888 Praeludium en twee mazurkas op. 25
- 1889 Twee stukken voor piano, op. 22
  1. Barcarolle: Allegretto
  2. Novelette: Allegretto tranquillo
- 1889 Nocturne Des-groot op. 37
- 1890 Wals over het thema S-A-B-E-L-A op. 23
- 1893 Groote concertwals Es-groot op. 41
- 1894 Barcarole Fis-groot "op de swarte toetsen"
- 1895 Praeludium en fuga d-klein op. 62
- 1895 Madrigaal in A-groot voor twee piano's vierhandig
- 1900 Thema en Variaties fis-klein op. 72
- 1901 Sonate No. 1 b-klein op. 74
- 1901 Sonate No. 2 e-klein op. 75
- 1907 Optocht ter gelegenheid van de verjaardag van Rimski-Korsakov D-groot voor piano vierhandig
- 1917/1918 Twee Poèmes-Improvisations (g-klein, e-kein)
- 1918-1923 Vier Preludes en fuga's op. 101
- 1919-1920 Fantasie f-klein voor twee piano's, op. 104
- 1926 Praeludium en fuga e-klein
- 1929-1930 Fantasie voor twee piano's